# Tedaniphorbas
Tedaniphorbas is een geslacht van sponsdieren uit de klasse van de Demospongiae (gewone sponzen).

## Soort
- Tedaniphorbas ceratosus (Ridley & Dendy, 1886)